# 지다 가이토
지다 가이토(일본어: 千田 海人, 1994년 10월 17일~)는 일본의 축구 선수이다.

## 구단 경력
그는 2017년 J3리그의 블라우블리츠 아키타에 입단했다. 2020년 J3리그 우승으로 J2리그로 승격했다. 2022년까지 147경기에 출전하여, 6득점을 넣었다. 2023년 도쿄 베르디로 이적했다. 2023년 J2리그 3위를 기록하여 J1리그로 승격했다. 2025년 6월 가시마 앤틀러스로 이적했다.